# Provenchères-sur-Fave
Provenchères-sur-Fave (Duits: Profenzier) is een plaats en voormalige gemeente in het Franse departement Vosges in de regio Grand Est.

## Geschiedenis
De plaats maakt sinds 22 maart 2015 van het kanton Saint-Dié-des-Vosges-2. Daarvoor was Provenchères-sur-Fave de hoofdplaats van het op die dag opgeheven kanton Provenchères-sur-Fave. Op 1 januari 2016 fuseerde de gemeente met Colroy-la-Grande tot de huidige gemeente Provenchères-et-Colroy. Deze gemeente maakt deel uit van het arrondissement Saint-Dié-des-Vosges. 

## Geografie
De oppervlakte van Provenchères-sur-Fave bedraagt 7,3 km², de bevolkingsdichtheid is 103,4 inwoners per km².
De onderstaande kaart toont de ligging van Provenchères-sur-Fave met de belangrijkste infrastructuur en aangrenzende gemeenten.

## Demografie
Onderstaande figuur toont het verloop van het inwonertal (bron: INSEE-tellingen).